# إيبيفانيو بينيتيز
إيبيفانيو بينيتيز (بالإسبانية: Epifanio Benítez)‏ هو مدرب كرة قدم ولاعب كرة قدم باراغواياني في مركز الدفاع، ولد في 12 يوليو 1954. لعب مع نادي إلتشي.